# Silkeborg
Silkeborg est une ville du Jutland-Central, chef-lieu de la commune de Silkeborg, qui regroupe depuis la réforme de 2007 les villes de Gjern, Kjellerup, Silkeborg et de Them.

## Géographie
Silkeborg se trouve à 40 km environ à l’ouest d’Aarhus et à 35 km au sud de Viborg, sur la ligne Herning-Skanderborg. La ville se situe sur les deux rives du lac Silkeborg Langsø, qui est arrosé par le plus long fleuve du Danemark, la Gudenå. Le lac glaciaire de Bølling se trouve à 11 km à l’ouest de Silkeborg, et la colline Himmelbjerget à 12 km au sud-est.

## Histoire
Les premières traces d'habitat à Silkeborg remontent aux années 1200. Vers 1400, les évêques d’Aarhus y firent construire un monastère et un bailliage. En 1662, l'arrondissement de Silkeborg Len fut rattaché au château de Silkeborg (Silkeborg Slot), puis au bailliage de Silkeborg. La réforme administrative de 1793 aboutit finalement à un démembrement de cette entité territoriale.
En 1844, l'entrepreneur Michael Drewsen obtint l'autorisation d'exploiter une usine de pâte à papier à Silkeborg. Sa prospérité économique valut à Silkeborg le statut de marché en 1846, puis le 1er janvier 1900 celui de ville. Le temple protestant date de 1877.

## Culture et tourisme

### Musées
Le musée Hovedgården de Silkeborg occupe la plus ancienne maison de la ville (1767). C'est un musée archéologique spécialisé dans l'Âge du fer. Parmi les vestiges les plus célèbres, citons l'Homme de Tollund, un homme des tourbières du IIIe ou IVe siècle av. J.-C., découvert en 1950 dans les environs de la ville, ainsi qu'une collection de cristalleries du XVIe siècle et diverses curiosités d'histoire locale.
Non loin des bains de Silkeborg se trouve le musée du blockhaus consacré à la Seconde Guerre mondiale. Le peintre et céramiste Asger Jorn natif de Silkeborg possède son propre musée inauguré en 1982 par Niels Frithiof Truelsen. Enfin l'ancienne usine de pâte à papier a été transformée en musée.

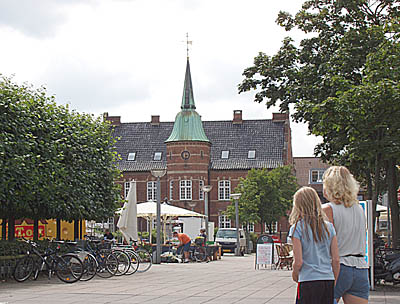
Torvet, l'ancien hôtel de ville.
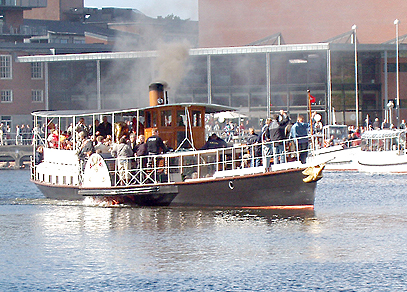
Le vapeur historique Hjejlen.
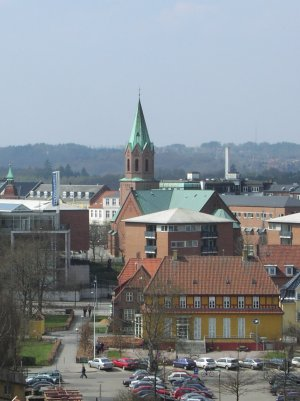
Panorama de Silkeborg avec l'église.
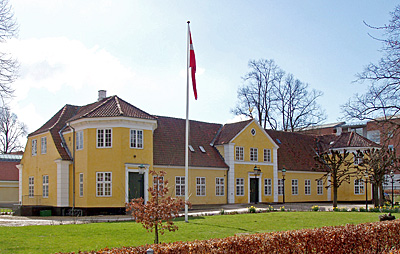
La gare de Silkeborg : Hovedgård.

Le parc aquatique Aqua se consacre, contrairement aux autres parcs du Danemark, à la faune piscicole d'eau douce. Il abrite également un parc zoologique avec des mammifères et des oiseaux.

### Manifestations traditionnelles
Chaque mois de juin, la ville organise le Riverboat Jazz Festival, et la seconde semaine d'août, le Country Music Festival, avec un grand concert Country en plein air. Les week-ends du mois d'août, la communauté urbaine organise un festival de l'automobile, AUTOMANIA.
L'équipe de football locale est le Silkeborg IF, championne du Danemark en 1994. Le club a été déchu de la ligue nationale lors de la saison 2014-15.

## Économie et infrastructures
Les industries locales sont celle du papier et des constructions mécaniques. La banque Jyske Bank y tient son siège social.
L’Institut National pour l’Environnement (NERI, National Environmental Research Institute) se trouve à Silkeborg.
Fin 2016 a été inaugurée la plus grosse centrale de chauffage solaire thermique au monde sur le territoire de la ville.

## Villes jumelées
- Allemagne : Kaiserslautern ;
- Finlande : Savonlinna ;
- Islande : Árborg ;
- Norvège : Arendal ;
- Pologne : Giżycko ;
- Suède : Kalmar ;
- États-Unis : Corona.

## Personnalités
- Johannes Fibiger (1867–1928), prix Nobel de médecine
- Lau Lauritzen (1878–1938), réalisateur
- Asger Jorn (1914–1973), artiste situationniste
- Søs Egelind (née en 1958), actrice, réalisatrice et comédienne
- Thomas Bjørn (né en 1971), golfeur
- Eskild Ebbesen (né en 1972), triple champion olympique d'aviron
- Simon Kvamm (né en 1975), chanteur du groupe Rock Nephew
- Michael Reihs (né en 1979), coureur cycliste
- Lars Bak (né en 1980), coureur cycliste
- Thor Kristensen (né en 1980), champion olympique d'aviron
- Kasper Dolberg (né en 1997), footballeur
- Martin Jensen (né en 1991), disc jockey